# Nunataki Nazarova
Nunataki Nazarova är en nunatak i Antarktis. Den ligger i Västantarktis. Argentina, Chile och Storbritannien gör anspråk på området. Toppen på Nunataki Nazarova är 1 540 meter över havet.
Terrängen runt Nunataki Nazarova är platt norrut, men söderut är den kuperad. Trakten är obefolkad. Det finns inga samhällen i närheten.